# Gigantomilax benjaminus
Gigantomilax benjaminus is een slakkensoort uit de familie van de Limacidae. De wetenschappelijke naam van de soort is voor het eerst geldig gepubliceerd in 2008 door Borreda & Martinez-Orti.